# Härjångssjöarna (Undersåkers socken, Jämtland, 699589-134170)
Härjångssjöarna är en sjö i Åre kommun i Jämtland och ingår i Indalsälvens huvudavrinningsområde. Sjön har en area på 0,221 kvadratkilometer och ligger 987 meter över havet. Härjångssjöarna ligger i Vålådalen Natura 2000-område. Sjön avvattnas av vattendraget Storbodströmmen. Vid provfiske har röding och öring fångats i sjön.

## Delavrinningsområde
Härjångssjöarna ingår i det delavrinningsområde (699632-134151) som SMHI kallar för Utloppet av Härjångssjöarna. Medelhöjden är 1 082 meter över havet och ytan är 2,04 kvadratkilometer. Räknas de 6 avrinningsområdena uppströms in blir den ackumulerade arean 24,67 kvadratkilometer. Storbodströmmen som avvattnar avrinningsområdet har biflödesordning 2, vilket innebär att vattnet flödar genom totalt 2 vattendrag innan det når havet efter 357 kilometer. Avrinningsområdet består mestadels av kalfjäll (88 procent). Avrinningsområdet har 0,23 kvadratkilometer vattenytor vilket ger det en sjöprocent på 12,4 procent.